# ジギー (象)
ジギー（Ziggy、1917年頃 - 1975年10月27日）は、シカゴ郊外のブルックフィールド動物園（en:Brookfield Zoo）で飼育されていたオスのインドゾウである。ジギーの体重は約6トン、体高は約10フィート以上に及んだ。
ジギーは1936年から1975年までブルックフィールド動物園で飼育されていたが、1941年に飼育係を死なせかける事故を起こして、鎖で繋がれた上に屋内の囲いに30年近く監禁されることになった。ジギーの監禁は、1960年代後期に児童や動物愛好家たちが解放を求めたことにより終息した。1970年にジギーは外に出ることを許され、1年後には動物園内に象向けに設計された屋外設備が造られた。しかし、ジギーは自由な時間を僅かしか過ごすことができず、1975年に死んだ。

## 前半生
アジア生まれのジギーは、1920年にフローレンツ・ジーグフェルドが、彼の6歳になった娘への誕生日プレゼントとしてジョン・リングリング（en:John Ringling）から購入した象である。ジギーは当時体重250ポンドの子象であった。しかし、ジギーはジーグフェルドの所有する温室を破壊してしまい、ジーグフェルドはリングリングに象を買い戻させた。ジギーはシンガー・ミジェット・サーカス（en:Singer's Midget Circus）に転売され、そこでチャールズ・ベッカー（Charles Becker）という人物に踊りや喫煙、ハーモニカ演奏などの芸を教え込まれた。
1936年にサン・ディエゴで開かれた博覧会に出た後、ベッカーは病に倒れた。ジギーは新しい調教師ジョニー・ウィンタース（Johnny Winters）と組むことになった。しかし、ジギーはウィンタースに懐かず、脱走してしまった。後にジギーはバルボア・パーク（en:Balboa Park, San Diego, California）で発見されたため、ベッカーは病床から象を手なずけるために呼ばれた。幾つかの記録は、ジギーはこの脱走中にあるトロンボーン奏者を死なせたと主張しているが、これを裏付ける証拠は発見されていない。
この事件で、サーカスはジギーをこれ以上飼っておけないと判断して、ブルックフィールド動物園に売り渡すことにした。ジギーは1936年7月に動物園に登場し、来場者の人気を呼ぶことになった。

## 事件
ブルックフィールド動物園に安住の地を得たかと思われた1941年5月26日に、ジギーはまた事件を起こしてしまった。ジギーは突然、当時飼育を担当していたジョージ・「スリム」・ルイス（George "Slim" Lewis）を襲撃した。ジギーは最初、胴体でルイスを地べたに押し倒し、頭で彼を引っ張ろうとしたが、ルイスは上手く象の攻撃や牙から逃れた。結局ジギーは牙が地面にめり込むほどに突っ込んだが、ルイスはジギーの耳を掴んで逃れ、眼に一撃を加えてジギーが怯んだ隙に飼育場の溝の中から逃れることができた。
このような目に遭わされたにもかかわらず、ルイスは動物園長のロバート・ビーン（Robert Bean）にジギーの助命を嘆願した。ビーンはジギーを殺さない代わりに、厳重に象の飼育舎内へ閉じ込めておくことを決定した。ジギーは飼育舎の室内に一頭だけで残され、鎖につながれたままで日々を過ごすことになった。
数年後、ルイスはジギーの行動について、発情期のさなかにあったためだと説明をした。発情期にはテストステロンの数値が増大するため、オスの象は攻撃的になり、ジギーも飼育係に対してメスの象と番うような行動を取ったのだろうとルイスは推測している。 

## ジギー解放運動
1969年3月に、シカゴ・トリビューン紙の記者マイケル・スニード（Michael Sneed）は、ジギーの境遇に注目して記事を執筆した。
6フィートの牙は、今は朽ちて折れようとしている。巨大な胴体からは稀に嘆きの声が発せられる。…ジギーは訪問者への対面を拒み、後ろの壁の方に向き直り、前に後ろにとふらふら歩いている。時には投げられた食べ物を拾い上げることはある。…
この記事は大きな反響を呼び、ブルックフィールド動物園にはジギーの解放を求める手紙が殺到した。園長に着任したばかりだったピーター・クロウクロフト（Peter Crowcroft）は、ジギーの解放を彼自身も望んでいることを発表した。但しクロウクロフトは、象専用の新しい飼育舎を建設するために50,000ドルの費用が必要で、園側ではその費用が捻出できないことも説明した。
この発表を受けてシカゴ近辺の人々、とりわけ児童や生徒たちは、「ジギー基金」（Ziggy Fund）としてお金を集め始めた。沢山の小学生や中高校生などが基金調達に携わり、イリノイ州ベルウッド（en:Bellwood, Illinois）のボーイズクラブは、5フィートもの高さがあるジギーの紙粘土製の像を作って募金のために街を練り歩いた。支援のうち幾つかは、海外からも届いた。その中には当時ベトナム戦争に従軍していたアメリカ軍兵士からのものも含まれていた。1970年8月に動物園は、シカゴビュイック・オペルディーラー連合会の会長だったウィリアム・シットウェル（William Sitwell）からも多大な寄付を約束された。
募金額が目標額の50,000ドルに近づいてきた時期に、動物園の関係者は象の新しい飼育舎を建築する前に、ジギーを戸外へ出してどう反応を見せるか試そうと決定した。
1970年9月23日、ジギーは30年近い監禁生活の末に太陽の光を浴びることになった。スリム・ルイスは、当時住んでいたシアトルから、ジギーの外出に付き添うために訪問してきた。
ジギーはほぼ30分もの間、飼育舎の戸口に立ちつくした後、ゆっくりと外に出て干し草の束を食べた。1時間ほど戸外の様子を探った後、ジギーは飼育舎の中に戻っていった。
ジギーのための屋外設備付き飼育舎は、1971年の夏に完成した。集まった50,000ドルの大半は、象が人間の介在なしに自由に屋内と屋外を行き来できる自動ドアの設備に費やされた。
最終的にジギーは、1000人以上の来園者が歓声をあげる中で、新しい飼育舎へ1971年8月28日に入った。その後数ヶ月の間に、動物園はジギーのために浅いプールと室内設備を整備した。

## その後
引き続く数年間は、ジギーにとっておおむね平穏な日々が続いていた。ところが、ジギーは1975年3月に、飼育係を胴体で突こうとして、誤って8フィートもの深さがある飼育舎外の環濠に落ちてしまった。ジギーは一命を取り留めたが、牙は折れ、頭部には擦過傷を負った。環濠の斜面を登らせるために、約84,000パウンドもの玉砂利が流し込まれた。それでもジギーは31時間にもわたって動くことができなかった。しかし、飼育係が他のメス象がいる飼育舎のドアを開けると、ジギーは環濠から脱出した。一度自由の身になると、ジギーはメス象に見向きもせず、餌の方に向かっていった。
数ヵ月後、ジギーは飼育舎内で死亡した。動物園はジギーの死因は老齢になっていたことが主な原因で、環濠への落下事故が起こるずっと以前から健康が衰えていたと発表した。ジギーの遺体は、シカゴにあるフィールド自然史博物館に寄贈された。 
ジギーの生涯については、1995年にアメリカで子供向けの本が出版されている。